# Nikolaj Karamzin
Nikolaj Michajlovitj Karamzin (ryska: Николай Михайлович Карамзин), född 12 december (1 december g.s.) 1766 i Michajlovsk i guvernementet Simbrisk, död 3 juni 1826 i Sankt Petersburg, var en rysk författare, språkvetare och historiker.
Karamzin stödde det konservativa blocket inom den ryska adeln som var emot tsarens reformer.

## Tidig karriär
Karamzin var av tatariskt ursprung, och påbörjade krigstjänst 1783, men lämnade den redan 1784, för att ägna sig åt litterära studier. År 1789 företog han en resa genom Tyskland, Schweiz, Frankrike och England, skildrad i hans epokgörande Brev från en rysk resenär (Pisma russkogo putesjestvennika), som han publicerade 1791–1792 i den av honom grundade tidningen Moskovskij Journal.
Han gav sedan ut den lärda kalendern Aglaja (1793, 1794), redigerade de poetiska antologierna Aonidy (1796, 1797) och startade 1802 tidskriften Vjestnik Evropy (Europas budbärare, inte att förväxla med den av Michail Stasiulevitj 1866 startade tidskriften med samma namn).

## Skönlitterärt författarskap
Redan 1787 översatte Karamzin William Shakespeares Julius Caesar och Gotthold Ephraim Lessings Emilia Galotti och skrev nyskapande prosa i de filantropiskt sentimentala bynovellerna, Bednaja Liza, 1792 (Den arma Liza) och Frol Silin (översatt till svenska 1806) samt de starkt idealiserade historiska berättelserna Borgmästarinnan Marfa, Natalia bojardottern med flera.

## Historiskt författarskap
Karamzin övergick till historiska studier och blev 1803 rikshistoriograf. Vid den stora eldsvådan i Moskva 1812 förstördes hela hans bibliotek. Men lyckligtvis räddades manuskriptet till hans monumentala livsverk, Istorija Gosudarstva Rossijskago (Det ryska rikets historia; 11 band, 1816–1824, det 12:e efter hans död 1829; många upplagor), som egentligen borde ha hetat "De ryska tsarernas historia till 1611".
En utgåva med illustrationer av Boris Tjorikov gavs ut 1836, med titeln Живописный Карамзин (Illustrerad Karamzin).

## Politiska åsikter
Som den sanna vän av autokratin Karamzin var, prisade han det ryska envåldshärskardömet i konservativ anda. Bortsett från de värdefulla noterna, saknar Karamzins historia vetenskaplig karaktär. Men stilistiskt är den ett mästerverk för sin tid. Samma konservativa tendens finns genomgående i hans filosofiska och politiska småskrifter, däribland hans märkliga minnesskrift Om det gamla och det nya Ryssland (skriven 1811, tryckt i Berlin 1861 och i Sankt Petersburg 1870).
Genom sina ortodox-religiösa och nationellt konservativa åsikter och stilistiska konst fick Karamzin stort inflytande på den kulturella utvecklingen i Ryssland som grundläggare av den riktning som fått namnet "officiell narodnost", en tsarisk nationalism på ortodox, folklig grund.